# Diosdado Macapagal
Diosdado Pangan Macapagal (28 tháng 9 năm 1910 – 21 tháng 4 năm 1997) là Tổng thống Philippines thứ 10, từ năm 1961 đến năm 1965, và Phó Tổng thống thứ 5, từ năm 1957 đến năm 1961. Ông còn là Hạ Nghị sĩ, và là người đứng đầu Hội nghị Hiến pháp năm 1970. Ông là cha của Gloria Macapagal Arroyo, Tổng thống thứ 14 của Philippines từ năm 2001 đến năm 2010.